# Fleche Wallone
1. REDIRECT La Flèche Wallonne